# بولاريس إنترتينمنت
بولاريس إنترتينمنت (هانغل: 주)일광폴라리스)) هي شركة تسجيلات كورية جنوبية أسسها لي جونغ-ميونغ عام 2006  وهي تابعة لمجموعة Ilkwang.

## فنانيين سابقيين

### مغنيين
- كيم تاي وو (2006–2011)
- تشاي دونغ ها (2007–2011)
- ديا (2010–2012)
- هوانغ جي-هيون (???–2012)
- ليديز كود (2013-2020)
- أيرون (2015)
- كيم بوم-سو (2008-2018)

### ممثلات/ممثلين سابقين
- كلارا لي (2006–2014)

## فنانيين

### فنانيين تسجيل

#### فِرق
- لوونا
- تريبليم

#### منفرديين
- كيم وان سون
- أيفي
- رامبول فيش
- هان هي جون
- صن-ي

#### ممثليين
- تشوي مو سونغ
- جاي هيي
- جيونغ هو-بين
- جي داي-هان
- جونغ جاي-اون
- جونغ جوون
- لي إيون-وو
- لي كيون
- كيم جون باي
- كيم سي آه
- كيم تاي هان
- أوه يون آه
- بارك جونغ-تشول
- شين مين-تشول
- سنوو
- سنوو جاي-دوك
- يانغ دونغ-جيون